# Materia oscura tiepida
In cosmologia, per materia oscura tiepida si intende un particolare tipo di materia oscura avente proprietà intermedie tra la materia oscura calda e la materia oscura fredda. Le particelle tipiche della materia oscura tiepida sono solitamente neutrini sterili.
Data la non certezza di questa teoria, gli astrofisici sono alla ricerca di altre teorie supportate da prove.